# 上対馬町
上対馬町（かみつしまちょう）は、九州の北沖に当たる長崎県の対馬の北部東岸にあった町である。2004年3月1日の合併で対馬市の一部となった。

## 地理
対馬の北部東岸に位置し、対馬の北端は当町に属する。
- 山：オロン岳、加治我岨（かじがそね）、金山、香ノ木山、鳴滝山、樫岳、イビタ山、白岳、城岳、小白岳、天頭山、茶屋隈峠
- 島嶼：海栗島、海老島、裸島、三つ島、高ノ島、中ノ島、鳥島、荻ノ島、品木島、志古島、東風防島、沖椎根島、地椎根島、裏島、小島、銭島、千鳥島、松島、京島
- 河川：舟志川、琴川、芦見川、久留栖川
- 港湾：比田勝港、小鹿漁港、一重漁港、舟志湾、泉湾、大浦湾、津和浦

## 歴史

### 中世
- 1402年（応永9年） - 宗賀茂の乱
- 1425年（応永32年） - 豊崎郡の成立
- 1510年（永正7年） - 三浦の乱
- 1592年（文禄元年） - 文禄の役

### 近現代
- 1955年（昭和30年）
  - 1月 - 比田勝・下関間に功丸が運行開始（週2・3回の割合、片道約10時間）。
  - 2月 - 一重地区で大火事が発生。
  - 3月 - 比田勝と一重地区に簡易水道が完成。
- 1956年（昭和31年）12月 - 上対馬町社会福祉協議会が設立。
- 1957年（昭和32年）3月　- 泉と琴地区に簡易水道が完成。
- 1958年（昭和33年）
  - 3月 - 小鹿地区に簡易水道が完成。
  - 4月 - 小鹿・一重・芦見の3漁協が合併し、南部漁業協同組合が発足。
  - 5月と12日 - 芦見で大火事が発生。
- 1959年（昭和34年）
  - 3月 - 鰐浦地区に簡易水道が完成。
  - 5月 - 海栗島の米軍基地が航空自衛隊に移管される。
  - 10月 - 電気昼間送電が開始。
- 1960年（昭和35年）12月 - 釜山・博多航路が再開される。
- 1961年（昭和36年）
  - 3月 - 比田勝岸壁が完成。
  - 4月 - 町立泉保育所が開所。
  - 7月 - 上対馬町商工会が発足。
  - 11月 - 琴のイチョウが長崎県の天然記念物に指定される。
- 1962年（昭和37年）11月 - 琴へき地保育所が開所（1974年（昭和49年）4月に町営となる）。
- 1964年（昭和39年）
  - 4月 - 長崎県立対馬高等学校豊崎分校が長崎県立上対馬高等学校として独立。富ヶ浦林道（津和・富ヶ浦間）が開通。
  - 6月 - 広報かみつしまを発刊。
  - 7月 - 西泊の遠見山に対馬ロラン局が開局。上対馬町観光協会が発足。豊崎有線放送協同組合が町営の上対馬有線放送所として移管される（1968年（昭和43年）3月廃止）。
  - 9月 - 集中豪雨により比田勝川が大氾濫となる。
  - 12月 - 舟志地区に簡易水道が完成。
- 1965年（昭和40年）
  - 3月 - 合併により上対馬森林組合が発足（1974年（昭和49年）4月上県郡森林組合に合併）。
  - 12月 - 芦見地区に簡易水道が完成。
- 1966年（昭和41年）
  - 5月 - 町民運動会を開始。
  - 11月 - 町章が決定。鉄筋3階建ての町役場新庁舎が完成。
  - 12月 - 小鹿・比田勝間に町営渡海船まつしま丸が就航。
- 1967年（昭和42年）
  - 1月 - 河内・大浦地区に簡易水道が完成。
  - 3月 - 比田勝・下関間に関州丸が就航（片道7時間）。
  - 12月 - 芦見で大火事が発生。上対馬町水産種苗センターが完成（1972年（昭和47年）3月廃止）。
- 1968年（昭和43年）
  - 3月 - 浜久須小学校を廃止し、比田勝小学校に統合。豊地区に簡易水道が完成。
  - 4月 - 上対馬病院の運営が上対馬町から長崎県離島医療圏組合に移管される。
  - 5月 - 対馬縦貫道路が開通（1974年（昭和49年）11月国道382号に昇格）。
  - 6月 - 五根緒林道（舟志・五根緒間）が開通。
  - 12月 - 比田勝・舟志間にバスの運行が開始。
- 1969年（昭和44年）
  - 4月 - 町立比田勝幼稚園が開園。
  - 5月 - 唐舟志地区に簡易水道が完成。
  - 8月 - 比田勝・下関間で関州丸に加え、壱州（いしゅう）丸が就航し、2台体制となる。
  - 9月 - 博多検疫所比田勝出張所が開所。
- 1970年（昭和45年）3月 - 町道三宇田線が完成。
- 1971年（昭和46年）
  - 3月 - 下関航路が小倉航路へ変更となる。加瀬ヶ浦地区が廃止される。五根緒分校を廃止し、舟志小学校[1]に統合。
  - 5月 - 上対馬中央公民館が完成。
  - 7月 - 集中豪雨により大被害を受ける。
- 1972年（昭和47年）
  - 2月 - 比田勝へき地保育所が開所（1974年（昭和49年）4月に町営となる）。
  - 3月 - 町道茂木線が開通。殿崎ヘリポートが完成。津和に対馬北部衛生センターが完成。
  - 4月 - 対馬島内の農協が合併し対馬農業協同組合が発足。
  - 7月 - 鰐浦住民センターが完成。
  - 9月 - 比田勝・芦見間に定期バスの運行が開始。
  - 12月 - 比田勝・小鹿間にバス路線が延長される。
- 1973年（昭和48年）
  - 3月 - 新比田勝トンネルが開通。
  - 4月 - 西泊と一重に製氷冷蔵施設が完成。
  - 11月 - 小倉航路に対州（たいしゅう）丸が就航（片道6時間半）。
- 1974年（昭和49年）11月 - 韓国貿易船第一船（冷凍イカ）が入港。
- 1975年（昭和50年）
  - 5月 - 小倉航路に「あそう丸」が就航（片道6時間）。一隻で一往復となる。
  - 6月 - 加瀬ヶ浦にオメガ局が開局。
  - 7月 - 邪馬台国への道の実験航海船「野性号」が鰐浦に入港。
  - 10月 - 琵琶坂トンネルが開通。
- 1976年（昭和51年）
  - 3月 - 富ヶ浦地区簡易水道が完成。
  - 5月 - 玖須水源が完成し比田勝地区に送水開始。
  - 11月 - 対馬消防署上対馬出張所を設置。
- 1977年（昭和52年）3月 - 津和分校を廃止の上、比田勝小学校に統合。南部地区学校給食センターが完成。
- 1978年（昭和53年）8月 - 第1回夏の成人式を挙行。
- 1979年（昭和54年）
  - 3月 - 北部地区学校給食センターが完成。町営火葬場が完成。
  - 4月 - 琴住民センターが完成し、町役場琴支所も移転。
  - 5月 - 比田勝港ターミナルビルが完成。
  - 6月 - 名方浦（なぼうら）地区が廃止される。
  - 7月 - 九州郵船、フェリーあがたが就航（比田勝・小倉間片道5時間半）。
- 1980年（昭和55年）
  - 2月 - 舟志生活館が完成。
  - 4月 - 泉地区に漁村センターが完成。町木にヒトツバタゴを指定。
  - 12月 - 国民宿舎「上対馬荘」がオープン。

### 行政区域の変遷
- 1908年（明治41年）4月1日 - 島嶼町村制施行により、上県郡のうち後の町域にあたる以下の各村が発足[2]。
  - 豊崎村（大浦村・河内村・鰐浦村・豊村・泉村・西泊村・古里村・比田勝村・網代村・富ヶ浦村・唐舟志村・玖須村・浜玖須村・大増村が合併）
  - 琴村（琴村・葦見村・一重村・小鹿村・五根緒村・舟志村・中原村が合併）
- 1948年（昭和23年）12月1日 - 豊崎村が町制施行し豊崎町となる。
- 1955年（昭和30年）
  - 1月1日 - 豊崎町・琴村が新設合併し上対馬町が発足。
    - 町名は住民への公募により決定。比田勝に町役場本庁を、琴に支所を設置。初代町長には、旧・豊崎町長（最終）の比田勝雋（ひたかつまさる）が就任。同年10月時点での人口は11,062名（男5,429、女5,633）
- 2004年（平成16年）3月1日 - 美津島町・豊玉町・峰町・上県町・厳原町と合併し市制施行。対馬市が発足し、上対馬町は自治体として消滅。

## 地名
大字を行政区域とする。
旧豊崎町
- 網代（あじろ）
- 泉（いずみ）
- 大浦（おおうら）
- 大増（おおます）
- 河内（かわち）
- 玖須（くす）
- 唐舟志（とうじゅうし）
- 冨浦（とみがうら）
- 豊（とよ）
- 西泊（にしどまり）
- 浜久須（はまぐす）
- 比田勝（ひたかつ）
- 古里（ふるさと）
- 鰐浦（わにうら）

旧琴村
- 芦見（あしみ）
- 小鹿（おしか）
- 琴（きん）
- 五根緒（ごねお）
- 舟志（しゅうし）[3]
- 一重（ひとえ）

## 教育
高等学校
- 長崎県立上対馬高等学校

中学校
- 上対馬町立豊中学校[4]
- 上対馬町立南陽中学校[4]
- 比田勝中学校

小学校
- 上対馬町立豊小学校
- 上対馬町立南陽小学校[5]
- 上対馬町立比田勝小学校

## 交通

### 港湾
- 比田勝港 九州郵船フェリー・ジェットフォイル・大川海運フェリーなど

### バス路線
- 対馬交通

## 名所・旧跡・観光スポット・祭事・催事

### 名所・旧跡・観光スポット

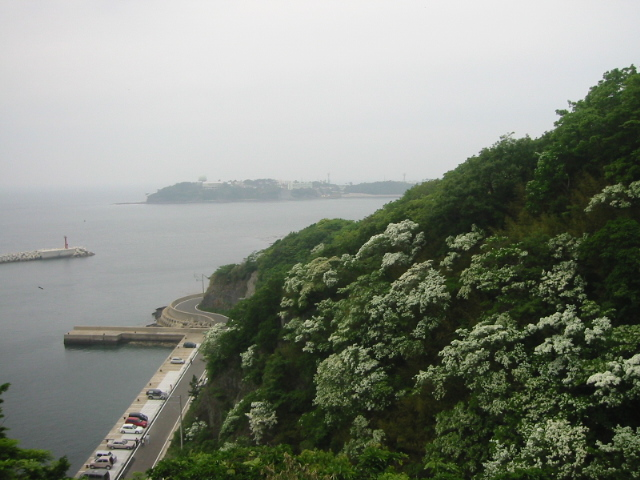
鰐浦のヒトツバタゴ

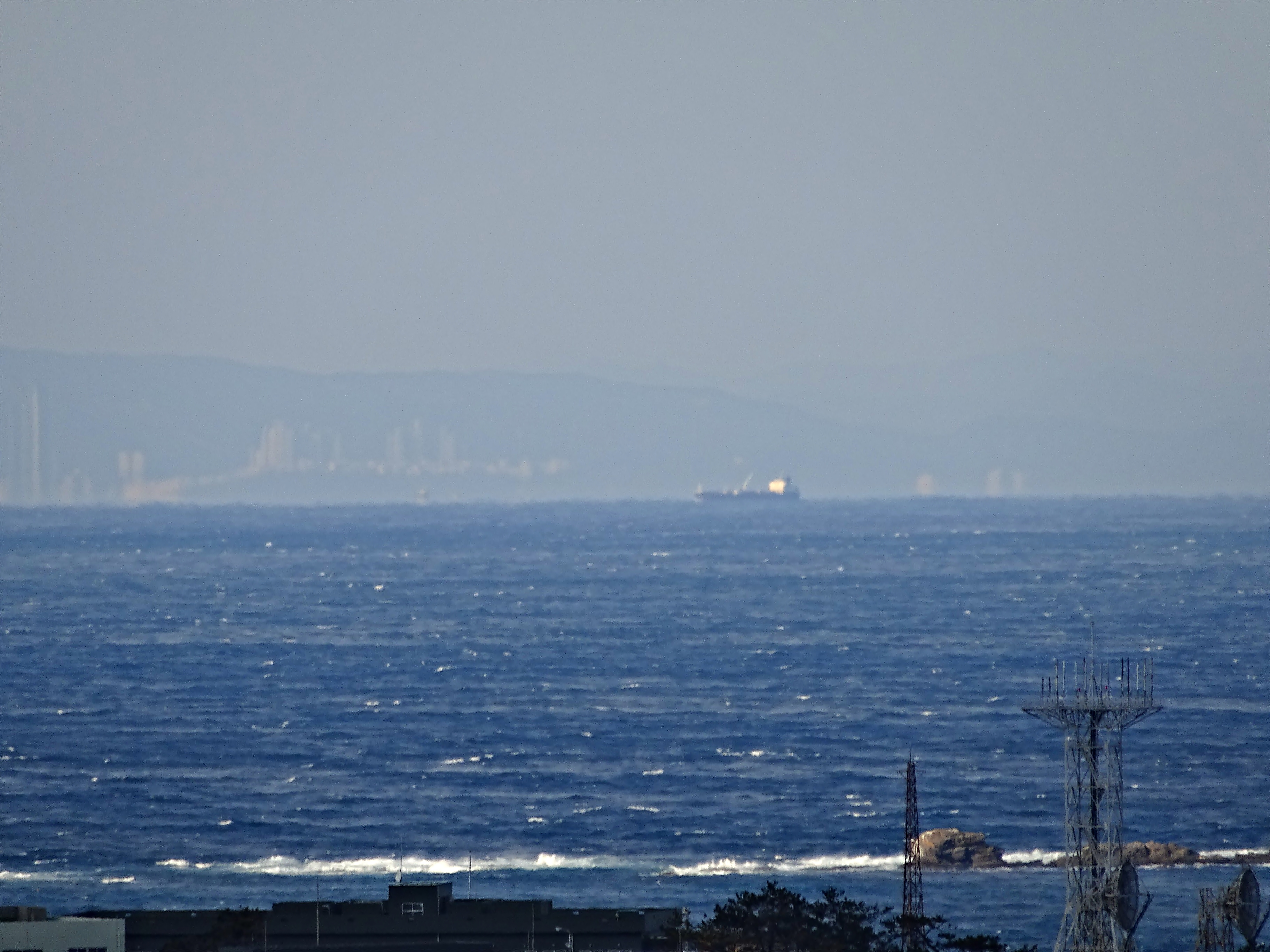
韓国展望所から見た釜山

- 塔ノ首遺跡[6]
- 三宇田浜
- 茂木浜
- 鳴滝公園
- 殿崎公園
- 韓国展望所
- 舟志川の紅葉
- 琴の大銀杏
- 網代の漣痕
- 鰐浦ヒトツバタゴ自生地[7]
- 上対馬町歴史民俗資料館

### 祭事・催事
- ひとつばたご祭り
- おっどん祭り
- もみじ祭り